# Daklozenwoord
Het Daklozenwoord is een daklozenkrant die op straat wordt verkocht voornamelijk door Roemenen.
De krant wordt in een aantal Europese landen op straat verkocht. De verkoop van het Daklozenwoord wordt net als andere daklozenkranten in Nederland gedoogd. Het Daklozenwoord is tweetalig (Nederlands en Frans) en wordt uitgegeven in Brussel.
Eind jaren negentig dook het Daklozenwoord op in Nederland. De krant kreeg vrij snel felle kritiek van de "officiële" straatkranten, die de organisatie betichtte van oplichting. "Er staat in deze krant geen goede informatie over daklozen en het geld komt - voor zover wij weten - ook niet terecht bij daklozen", aldus de hoofdredacteur van het Utrechts straatnieuws in 2001 tegen NRC Handelsblad. 
Naast Utrecht, werd het Daklozenwoord in die periode ook in Den Haag hard aangepakt. Uit eigen onderzoek van het Haags Straatnieuws, de daklozenkrant uit de hofstad, zou zijn gebleken dat achter de organisatie van het Daklozenwoord een malafide Roemeense organisatie schuilging waarop het Haags Straatnieuws verweten werd er geen rekening mee te houden dat beide groepen in een uiterst kwetsbare situatie verkeren.